# Associação Chapecoense de Futebol
La Associação Chapecoense de Futebol, conocida simplemente como Chapecoense, es un club de fútbol brasileño con sede en Chapecó, Santa Catarina, fundado el 14 de mayo de 1973, y a partir de la fusión de dos clubes amateurs. Actualmente, se desempeña en el Campeonato Brasileño de Serie B. El equipo hace de local en el estadio Arena Condá, que cuenta con una capacidad para 22 830 espectadores.
En cuatro años, Chapecoense se proclamó vencedor del Campeonato Catarinense de 1977, lo que le permitiría acceder al Campeonato Brasileño de Fútbol en 1978 y 1979. Sin embargo, no fue hasta la década de 1990 cuando pudo consolidarse como uno de los cinco grandes clubes de Santa Catarina, junto con sus rivales del Avaí, Criciúma, Figueirense y Joinville. A lo largo de su historia ha ganado siete campeonatos estatales (1977, 1996, 2007, 2011, 2016, 2017 y 2020).
A nivel brasileño, Chapecoense se hizo célebre por ascender desde la cuarta división hasta la primera en solo cinco años, coincidiendo con la reestructuración del sistema de ligas brasileño.
En 2015 debutó en la Copa Sudamericana donde llegó hasta cuartos de final y fue eliminado por River Plate de Argentina, y al año siguiente, en la misma competición, dio la sorpresa al llegar a la final contra el equipo colombiano Atlético Nacional, que venía de ser el campeón de la Copa Libertadores de ese mismo año. Sin embargo, esa final nunca pudo disputarse; el avión que transportaba al plantel de Chapecoense a Medellín, para disputar el partido de ida de la serie, sufrió un accidente aéreo que costó la vida de 71 personas, entre ellas 19 futbolistas y casi todos los miembros del organigrama deportivo. A raíz de esta tragedia, la Conmebol le otorgó el título, con todas las prerrogativas y honores, a petición de su rival.

## Historia

### Orígenes (1973-2006)
La Associação Chapecoense de Futebol fue fundado entre el 10 y el 14 de mayo de 1973 a través de la fusión de dos equipos menores, el Atlético Chapecó y el Independente F.C., con el objetivo de impulsar el deporte local en la ciudad.
El ayuntamiento impulsó la construcción de un campo de fútbol municipal, el Estadio Índio Condá (actual Arena Condá) inaugurado en 1976. Su primer rival internacional, el 21 de marzo del mismo año, fue el Colo-Colo chileno al que derrotarían por 5:2.
El primer éxito de Chapecoense fue la consecución del Campeonato Catarinense de 1977, con victoria por 1:0 sobre el Avaí de Florianópolis. Como en aquella época los vencedores estatales podían acceder al Campeonato Brasileño de Fútbol, los de Chapecó disputaron las ediciones de 1978 y 1979.
Chapecoense no volvería a tener actuaciones destacadas hasta 1991, cuando llegaron a la final del estadual y la perdieron contra el Criciúma por 0:1. La edición de 1995 deparó el mismo desenlace, esta vez a ida y vuelta: aunque los verdes vencieron en el Índio Condá (2:1), al siguiente partido serían derrotados por 1:0 y el Criciúma se llevó el título por la regla del gol de visitante. Finalmente, en 1996 obtuvieron su segundo Campeonato Catarinense frente al Joinville, en una final marcada por la polémica y varios recursos judiciales.
La entidad atravesó una grave crisis institucional con la llegada del siglo XXI, agudizada por las deudas y el descenso en el Campeonato Catarinense de 2001. Para evitar la desaparición por impagos, en 2003 la directiva aprovechó un vacío legal que le permitía asumir una nueva identidad jurídica, «Associação Chapecoense Kindermann/Mastervet», y recuperar el nombre original al año siguiente. No obstante, los problemas económicos persistieron.
En 2005, un grupo de empresarios de Chapecó se hizo con el control de Chapecoense. La deuda de los anteriores gestores ascendía a 1,5 millones de reales, y los nuevos propietarios —encabezados por el presidente Sandro Parollo— se vieron obligados a destinar el 30% del presupuesto a pagarla.

### Ascenso al Campeonato Brasileño (2007-2013)
Chapecoense volvió a proclamarse vencedor del Campeonato Catarinense en 2007, once años desde la última vez, luego de derrotar al Criciúma en la final. Este triunfo les clasificó para disputar la Serie C, si bien se quedaron fuera de la fase final que les habría permitido mantener la categoría. La otra noticia a nivel institucional fue la remodelación del estadio municipal en el actual Arena Condá, con aforo para 15.000 espectadores.
En 2009 Chapecoense volvió a meterse en la final del estadual, en la que caería derrotado por el Avaí. El resultado suponía la clasificación automática para la recién creada Serie D cuarta división nacional—, a través de la cual consiguieron el ascenso a Serie C: tras superar la fase de grupos, llegó hasta semifinales y obtuvo una de las cuatro plazas en liza. El equipo se convirtió así en uno de los que mejor aprovecharía la reordenación del sistema de ligas brasileño. Ya en la tercera categoría, formada por solo 20 equipos, Chapecoense tuvo dos temporadas de consolidación para luego ascender a Serie B en 2012 como tercer clasificado, siendo derrotado en semifinales por el Oeste de Itápolis. Por otro lado, en 2011 se proclamó vencedor del Campeonato Catarinense por cuarta ocasión.
La temporada 2013 era la primera de Chapecoense en la Serie B y coincidía con su 40.º aniversario. Contra todo pronóstico, el recién ascendido estuvo encabezando la clasificación en las primeras jornadas. Aunque el Palmeiras acabaría arrebatándoles el liderazgo, el cuadro catarinense que dirigía Gilmar Dal Pozzo supo mantenerse en la zona alta gracias a las actuaciones del delantero Bruno Rangel, máximo goleador con 31 goles. A dos jornadas del final, Chapecoense consolidó la segunda plaza y su ascenso a la máxima categoría del sistema de ligas brasileño, después de 34 años de ausencia.

### Esplendor deportivo (2014-2016)
Chapecoense llegó a la Serie A con su economía completamente saneada, por lo que aprovecharía esta etapa para renovar las instalaciones y consolidarse en el ámbito deportivo. No sin dificultades, los catarinenses terminaron la edición 2014 en decimoquinta posición, a cinco puntos de los puestos de descenso. El gasto en el plantel se redujo a la mínima expresión gracias a la llegada de agentes libres y cedidos.
En 2015 el equipo finalizó decimocuarto en liga y obtuvo la clasificación para la Copa Sudamericana a través de la Copa de Brasil. En la competencia internacional, el conjunto entrenado por Guto Ferreira dio la sorpresa al eliminar al Ponte Preta y al Club Libertad para llegar a cuartos de final, donde fueron derrotados por el campeón defensor de la Sudamericana River Plate que venía de ganar la Copa Libertadores después de 19 años. EL equipo de la banda cruzada vencieron en Buenos Aires por 3-1 a Chapecoense, la actuación de los brasileños en Santa Catarina ganando por 2-1 generó simpatías en todo el país.
Para la temporada 2016, la directiva contrató a Caio Júnior como entrenador y encomendó al veterano Cléber Santana la capitanía del plantel. Chapecoense obtuvo el quinto título de la Copa Catarinense sobre el Joinville; después fue eliminado en tercera ronda de la Copa de Brasil, y en la Serie A mejoró sus actuaciones al punto de alcanzar el octavo lugar a falta de una jornada. Sin embargo, la mayor gesta se dio en la Copa Sudamericana: los catarinenses superaron en el cuadro de desarrollo internacional al derrotar al Ind. de Avellaneda 5:4 en penaltis y a Junior 3-1 en el global a su favor, para medirse en semifinales al equipo del Papa Francisco, San Lorenzo. El duelo contra el «Ciclón» fue especialmente agónico: tras empatar 1:1 en el Gasómetro, en la vuelta los argentinos no pudieron batir la portería de Danilo en el último minuto; el 0:0 definitivo certificaba el pase de Chapecoense a la gran final contra el equipo colombiano Atlético Nacional por segunda vez tenía que enfrentarse a otro equipo que venía de ganar la Copa Libertadores después 27 años, luego de vencer en la final a Independiente del Valle el equipo revelación hizo historia eliminando por primera vez a los 2 equipos del superclásico argentino River Plate en octavos de final y Boca en semifinales.

## Accidente aéreo de 2016

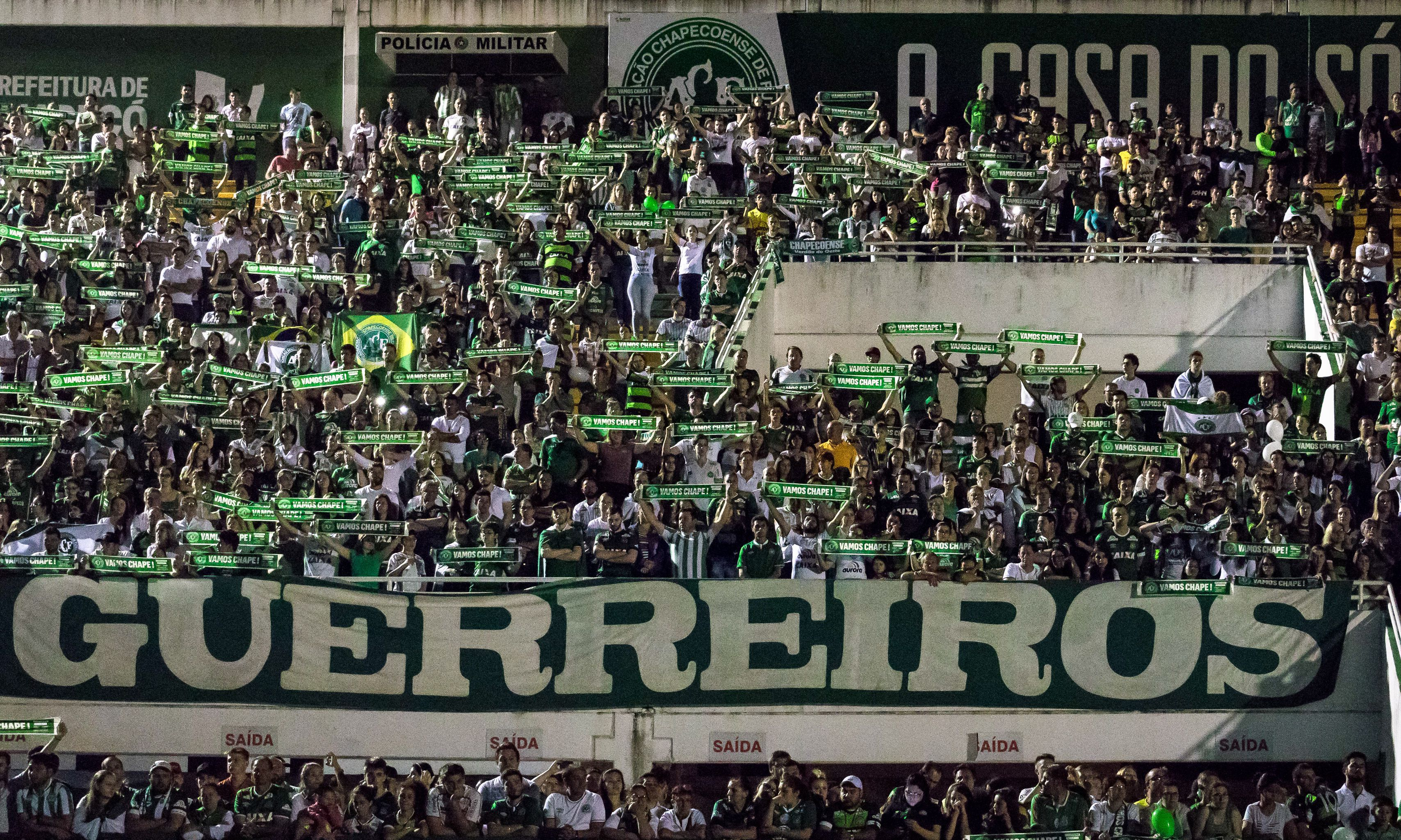
Aficionados de Chapecoense rinden tributo a las víctimas del accidente del vuelo 2933 de LaMia en el Arena Condá.

El 28 de noviembre de 2016, Chapecoense viajaba a Medellín para disputar el partido de ida de la final de la Copa Sudamericana. Sin embargo, el vuelo que les transportaba desde Santa Cruz (Bolivia) hasta Colombia se quedó sin combustible y se estrelló en La Unión (Antioquia) en pocos kilómetros de su destino. Fallecieron 71 de los 77 ocupantes, entre ellos 19 futbolistas: el presidente de la institución, el entrenador y casi todo el cuerpo técnico. De los 22 jugadores convocados, solo sobrevivieron tres: Jakson Follmann (le amputaron su pierna derecha), Alan Ruschel y Neto.

#### Solidaridad de Atlético Nacional
El suceso causó gran conmoción en Brasil y Colombia, muestras de solidaridad en el fútbol mundial. 
El rival de Chapecoense en el Estadio Atanasio Girardot, Atlético Nacional, derrotó 3-0 eliminando a Millonarios, los verdolagas celebraron el triunfo en el camerino en cantando Vamos, vamos Chape en homenaje al equipo que falleció en el vuelo.
El 5 de diciembre de 2016, la Conmebol, por una propuesta del equipo colombiano Atlético Nacional, proclamó a Chapecoense como campeón de la Copa Sudamericana 2016 sin jugar las finales con el conjunto colombiano, que había ganado la Copa Libertadores. Al equipo colombiano se le otorgó, en reconocimiento a su solidaridad, el premio «Centenario Conmebol al Fair Play», que fue entregado por única vez. El nombre hace mención al centenario de la institución, que se conmemoró el mismo año.
La concesión implicó también el premio económico (2 millones de dólares), el derecho a jugar la Recopa Sudamericana y la plaza para la Copa Libertadores. Además, varios clubes brasileños y sudamericanos manifestaron su intención de cederles futbolistas en forma gratuita y se propuso que el equipo no descendiese en los próximos tres años, pero ninguna de las iniciativas se llevó a cabo.
En homenaje permanente a las víctimas del accidente, el Chapecoense modificó su escudo para incluir dos estrellas: una blanca en la parte superior, como campeón de la Copa Sudamericana, y otra dentro de la letra «F» que recuerda a los 19 futbolistas fallecidos.

### Reconstrucción (2017)
Después del accidente, el Chapecoense afrontó la temporada 2017 con la disputa de cinco competiciones: Recopa Sudamericana, Copa Libertadores, Copa Suruga Bank, Campeonato Catarinense, y la Serie A. Bajo el mando de Vánner Mancini, procedente del Vitória, se contrataron más de veinte futbolistas entre jugadores del filial y cesiones de la Primera División brasileña. Alan Ruschel y Neto fueron inscritos con el primer equipo a la espera de su recuperación. Al comienzo de la temporada 2017-18, el Chapecoense jugó el Trofeo Joan Gamper contra el Fútbol Club Barcelona.
Disputaría la Recopa Sudamericana 2017, el partido de ida, jugado en Chapecó, terminó 2-1 a favor de Chapecoense, aunque en el juego de vuelta, en Medellín, Atlético Nacional ganó 4-1 y el global terminó 5-3 a favor del equipo Verdolaga, consagrándose campeón por primera vez en esta competición.
Luego de este suceso, el Chapecoense obtuvo el octavo lugar en la Serie A, donde clasificó a la fase preclasificatoria de la Copa Libertadores 2018, clasificando por primera vez a la Libertadores por medio del campeonato brasileño.
El 27 de noviembre de 2019, justo un día antes del tercer aniversario de la tragedia, Chapecoense descendió a la Serie B tras perder por 1-0 de local ante Botafogo. Es la primera vez que baja de categoría desde su llegada a primera en 2014.
Solo bastarían dos años para que el club volviera a la Serie A, Ganó la Serie B 2020, disputada en 2021.
El 26 de junio de 2022 Chapecoense felicitó a Atlético Nacional por consagrarse campeón del Fútbol colombiano 2022 en condición de visitante en el Estadio Manuel Murillo Toro de Ibagué pese a perder 2-1 el partido de vuelta (4-3 ganó en el global) ante Deportes Tolima equipo sorpresa en Colombia que le ganó el título a Atlético Nacional en 2018 en el Estadio Atanasio Girardot 4 años atrás y, a Millonarios en 2021 en el Estadio El Campín de Bogotá hace un año.
Pero en la Serie A, nuevamente vuelve a descender tras una pésima campaña, consiguió solo 15 puntos y una sola victoria, y desde 2022 juega en la Serie B de Brasil.

## Uniforme
- Uniforme titular: Camiseta verde, pantalón verde y medias verdes.
- Uniforme alternativo: Camiseta blanca, pantalón blanco y medias blancas.
- Tercer uniforme: Camiseta verde oscuro, pantalón verde oscuro y medias verdes oscuras.

### Evolución del uniforme
| 2009 | 2010 | 2011 | 2012 | 2013 | 2014 | 2015 | 2016 | Copa Sudamericana 2016 |

| 2017 | Trofeo Joan Gamper 2017 | 2018 | 2019 | 2020 | 2021 | 2022 | 2023 | 2024 |

## Jugadores

### Plantilla 2024
- Jugadores que fueron capitanes, en algún partido oficial.
- Los equipos brasileros están limitados a tener en la plantilla un máximo de cinco jugadores extranjeros. La lista incluye solo la principal nacionalidad de cada jugador.
- Jugadores que se encuentran en fase de recuperación, por algún tipo de lesión.

#### Altas y bajas 2024 (invierno)
| Altas          | Altas          | Altas            | Altas                  | Altas |
| Jugador        | Posición       | Procedencia      | Tipo                   | Costo |
| -------------- | -------------- | ---------------- | ---------------------- | ----- |
| Jenison        | Delantero      | Agente libre     | Libre.                 | --    |
| Walter Clar    | Defensa        | Tacuary          | Transferencia.         | --    |
| Kauan          | Defensa        | Paraná           | Fin de préstamo.       | --    |
| Italo          | Delantero      | Paraná           | Fin de préstamo.       | --    |
| Régis          | Delantero      | Agente libre     | Rescisión de contrato. | --    |
| Lucas Buchecha | Volante        | Inter de Limeira | Préstamo.              | --    |
| Marcelo Jr.    | Delantero      | Tombense         | Préstamo.              | --    |
| Neilton        | Delantero      | Água Santa       | Préstamo.              | --    |
| Rodrigo Moledo | Defensa        | Agente libre     | Libre.                 | --    |
| Felipe Vieira  | Defensa        | Vitória          | Préstamo.              | --    |
| Daniel Cruz    | Delantero      | Athletico        | Préstamo.              | --    |
| Rafinha        | Centrocampista | Juventude        | Préstamo.              | --    |

| Bajas        | Bajas     | Bajas              | Bajas                     | Bajas |
| Jugador      | Posición  | Destino            | Tipo                      | Costo |
| ------------ | --------- | ------------------ | ------------------------- | ----- |
| Eduardo Doma | Defensa   | Hope International | --                        |       |
| Thayllon     | Delantero | Atlético-GO        | Interrupción de préstamo. | --    |
| Walterson    | Delantero | Agente libre       | Rescisión de contrato.    | --    |

## Entrenadores
- Gomercindo Luiz Putti (1973)[108][109]
- Roberto Caramuru (1976)[110][111]
- Edgar Ferreira (1977)[112]
- Áureo Malinverni (?? de 1978–abril de 1978)[113][114][115]
- Hélio Oliveira (interino- abril de 1978–?? de 1978)[114]
- Lori Sandri (1978)[115][116]
- Vacaria (1979)[117][118]
- Raul Mate (1980)[119]
- Laone Luís Luz (1980)[120]
- Lori Sandri (1981)[119]
- Laerte Dória (1981)[121]
- Crespo (1982)[122]
- Juarez Vilela (1982)[122]
- Ênio Andrade (1982)[119]
- Acosta (1985)[119][121]
- Lauro Búrigo (1990)[123]
- Juarez Vilela (1991)[124]
- Vicente Arenari (1995)[125]
- Agenor Piccinin (1996)[112]
- Joel Castro Flores (1996)[112]
- João Carlos Maringá (1998–1999)[126]
- Volmir Massaroca (?–febrero de 2001)[127]
- Nasareno Silva (febrero de 2001)[127]
- Domingos Sávio (febrero de 2021–?)[128]
- Agenor Piccinin (2002)[112]
- Cacau (diciembre de 2002–marzo de 2003)[129][130][131]
- Cabinho (interino- marzo de 2003–2003)[130]
- Roberto Cavalo (marzo de 2003–junio de 2003)[131][132][133]
- Amauri Knevitz (2003–febrero de 2004)[134][135]
- Roberto Cavalo (febrero de 2004–junio de 2004)[136][137]
- Paulo Sérgio (junio de 2004–octubre de 2004)[137][131]
- Raffaele Graniti (diciembre de 2004–febrero de 2005)[123][138][131]
- Cacau (febrero de 2005–octubre de 2005)[138][131]
- Vacaria (diciembre de 2005-enero de 2006)[139][140]
- China (interino- enero de 2006–febrero de 2006)[140][131]
- Guilherme Macuglia (marzo de 2006–junio de 2006)[131]
- Agenor Piccinin (octubre de 2006–noviembre de 2007)[141][131]
- Abel Ribeiro (noviembre de 2007–febrero de 2008)[141][142]
- Luiz Carlos Cruz (febrero de 2008–abril de 2008)[142][143]
- Celso Rodrigues y Canela (interino- abril de 2008)[143][131]
- Mauro Ovelha (diciembre de 2008–febrero de 2010)[144][145][146]
- Suca (febrero de 2010–marzo de 2010)[147]
- Guilherme Macuglia (marzo de 2010–octubre de 2010)[148][149]
- Mauro Ovelha (octubre de 2010–noviembre de 2011)[112][146][150][151]
- Gilberto Pereira (noviembre de 2011–marzo de 2012)[152][153]
- Cadu Gaúcho (interino- marzo de 2012/marzo de 2012)[153]
- Itamar Schülle (marzo de 2012–septiembre de 2012)[154]
- Gilmar Dal Pozzo (septiembre de 2012–mayo de 2014)[112][155][156]
- Celso Rodrigues (interino- mayo de 2014–septiembre de 2014)[157]
- Jorginho (septiembre de 2014–noviembre de 2014)[158][159][160]
- Celso Rodrigues (interino- noviembre de 2014)[161]
- Vinícius Eutrópio (diciembre de 2014–septiembre de 2015)[162][163]
- Guto Ferreira (septiembre de 2015–junio de 2016)[164]
- Emerson Cris (interino- junio de 2016)[165]
- Caio Júnior (junio de 2016–noviembre de 2016)[165]
- Vágner Mancini (diciembre de 2016–julio de 2017)[166][167]
- Emerson Cris (interino- julio de 2017)[168]
- Vinícis Eutrópio (julio de 2017–septiembre de 2017)[169][170]
- Emerson Cris (interino- septiembre de 2017–octubre de 2017)[171]
- Gilson Kleina (octubre de 2017–agosto de 2018)[172][173]
- Guto Ferreira (agosto de 2018–octubre de 2018)[174][175]
- Claudinei Oliveira (octubre de 2018–marzo de 2019)[176][177]
- Ney Franco (marzo de 2019–julio de 2019)[178][179]
- Emerson Cris (interino- julio de 2019–septiembre de 2019)[179][180]
- Marquinhos Santos (septiembre de 2019–diciembre de 2019)[181]
- Hemerson Maria (diciembre de 2019–febrero de 2020)[182][183]
- Umberto Louzer (febrero de 2020–abril de 2021)[184][185]
- Mozart (abril de 2021–mayo de 2021)[186][187]
- Jair Ventura (junio de 2021–agosto de 2021)[188][189]
- Felipe Endres (interino- agosto de 2021)[189]
- Pintado (agosto de 2021–octubre de 2021)[190]
- Felipe Endres (interino- octubre de 2021–diciembre de 2021)[191]
- Felipe Conceição (diciembre de 2021–febrero de 2022)[192][193]
- Bolívar (interino- febrero de 2022–marzo de 2022)[193]
- Gilson Kleina (marzo de 2022–julio de 2022)[194][195]
- Bolívar (interino- julio de 2022)[196]
- Marcelo Cabo (julio de 2022–agosto de 2022)[197][198]
- Gilmar Dal Pozzo (agosto de 2022–noviembre de 2022)[199][200]
- Bruno Pivetti (noviembre de 2022–marzo de 2023)[201][202]
- Argel Fuchs (marzo de 2023–mayo de 2023)[203][204]
- Emerson Cris (interino- mayo de 2023)[205]
- Gilmar Dal Pozzo (mayo de 2023–agosto de 2023)[205][206]
- Claudinei Oliveira (agosto de 2023–febrero de 2024)[207][208]
- Umberto Louzer (febrero de 2024–agosto de 2024)[209][210]
- Tcheco (agosto de 2024)[211][212]
- Celso Rodrigues (interino- agosto de 2024)[213]
- Gilmar Dal Pozzo (agosto de 2024–presente)[9]

## Datos del club
- Temporadas en el Campeonato Brasileño de Serie A: 6 (2014-2019, 2021)

Mejor posición: 11.º (temporada 2016)
Peor posición: 20.º (temporada 2021)
Descensos: 2 (2019) y (2021)
- Participaciones en la Copa Libertadores: 2 (2017, 2018)

Mejor posición: Fase de Grupos (2017)
- Participaciones en la Copa Sudamericana: 4 (2015, 2016, 2017, 2019)

Mejor posición: Campeón (2016)
- Participaciones en la Recopa Sudamericana: 1 (2017)

Mejor posición: Subcampeón (2017)
- Participaciones en la Copa Suruga Bank: 1 (2017)

Mejor posición: Subcampeón (2017)

## Estadísticas en torneos internacionales
| Torneo              | TJ | PJ | PG | PE | PP | GF | GC | DG  | Puntos |
| ------------------- | -- | -- | -- | -- | -- | -- | -- | --- | ------ |
| Copa Libertadores   | 2  | 8  | 2  | 1  | 5  | 6  | 14 | -8  | 7      |
| Copa Sudamericana   | 4  | 20 | 5  | 10 | 5  | 18 | 17 | +1  | 25     |
| Recopa Sudamericana | 1  | 2  | 1  | 0  | 1  | 3  | 5  | -2  | 3      |
| Copa Suruga Bank    | 1  | 1  | 0  | 0  | 1  | 0  | 1  | -1  | 0      |
| Total               | 8  | 31 | 8  | 11 | 12 | 27 | 37 | -10 | 35     |

## Palmarés

### Torneos nacionales
| Competición nacional                  | Títulos | Subtítulos |
| ------------------------------------- | ------- | ---------- |
| Campeonato Brasileño de Serie B (1/1) | 2020    | 2013       |

### Torneos internacionales (1)
| Competición Internacional        | Títulos | Subtítulos |
| -------------------------------- | ------- | ---------- |
| Copa Sudamericana (1/0)          | 2016    |            |
| Copa J.League-Sudamericana (0/1) |         | 2017       |
| Recopa Sudamericana (0/1)        |         | 2017       |

### Torneos estaduales (8)
| Competición Estadual         | Títulos                                  | Subtítulos                                     |
| ---------------------------- | ---------------------------------------- | ---------------------------------------------- |
| Campeonato Catarinense (7/8) | 1977, 1996, 2007, 2011, 2016, 2017, 2020 | 1978, 1991, 1995, 2009, 2013, 2018, 2019, 2021 |
| Copa Santa Catarina (1/1)    | 2006                                     | 1996                                           |

## Clubes afiliados

### Hermandades
- Atlético Nacional Nace después de la tragedia del club brasileño..[215]